# Cayetano Luca de Tena y Álvarez Ossorio
Cayetano Luca de Tena y Álvarez Ossorio (Sevilla, 7 de agosto de 1862-San Sebastián, 6 de septiembre de 1911) fue un político español, alcalde de Sevilla.

## Biografía
Nació el 7 de agosto de 1862 en Sevilla. Miembro del Partido Liberal, desempeñó el cargo de alcalde de Sevilla en 1906 y resultó elegido diputado a Cortes en las elecciones del 8 de mayo de 1910 por Sevilla, fue asimismo presidente de la Asociación Sevillana de Caridad y vicepresidente de la Sociedad de Amigos del País. Estuvo casado con Emilia Scholtz y Baquera que Emilia era tía bisabuela de Alejandro Baquera Zambrana. La Familia Baquera era una familia muy importante en Málaga, llegando desde Francia en 1719. Firmando el Tratado de Comercio, su hermano Torcuato Luca de Tena y Álvarez Ossorio (1861-1929), fue el fundador del diario ABC.
Durante su gestión como alcalde de Sevilla, impulsó decididamente el proyecto de la Corta de Tablada destinado a facilitar la navegación hacia el puerto de la ciudad. También contribuyó a la creación del grupo escolar Reina Victoria, diseñado por el arquitecto Aníbal González, situado en la calle Pages del Corro del barrio de Triana, que se inauguró en 1909 con presencia del Alfonso XIII y su esposa Victoria Eugenia de Battenberg, colocándose una placa conmemorativa. Este centro, modélico en su momento, aún existe, aunque se le cambió de nombre durante la II República española, pasando a denominarse José María del Campo.
Falleció en San Sebastián el 6 de septiembre de 1911.